# Arbiblatta larrinuai
Arbiblatta larrinuai är en kackerlacksart som först beskrevs av Bolívar 1881.  Arbiblatta larrinuai ingår i släktet Arbiblatta och familjen småkackerlackor. Inga underarter finns listade i Catalogue of Life.